# Carpe diem (album de Keen'V)
Pour les articles homonymes, voir Carpe diem.
Albums de Keen'V
Phenom'N
(2008) La vie est belle
(2012)
Singles
1. J'aimerais trop (avec SAP)
Sortie : 11 avril 2011
2. Prince charmant
Sortie : 18 juillet 2011

Carpe diem est le deuxième album de Keen'V sorti le 27 septembre 2010. Il contient 17 chansons.
Il est certifié Disque de platine après que 130.000 exemplaires ont été vendus.

## Liste des pistes
| Édition standard | Édition standard                        | Édition standard | Édition standard | Édition standard | Édition standard | Édition standard | Édition standard | Édition standard | Édition standard |
| No               | Titre                                   | Durée            |                  |                  |                  |                  |                  |                  |                  |
| ---------------- | --------------------------------------- | ---------------- | ---------------- | ---------------- | ---------------- | ---------------- | ---------------- | ---------------- | ---------------- |
| 1.               | J'aimerais trop (avec SAP)              | 3:46             |                  |                  |                  |                  |                  |                  |                  |
| 2.               | Prince charmant                         | 3:17             |                  |                  |                  |                  |                  |                  |                  |
| 3.               | Number One                              | 3:09             |                  |                  |                  |                  |                  |                  |                  |
| 4.               | Carpe Diem                              | 3:29             |                  |                  |                  |                  |                  |                  |                  |
| 5.               | J'ai tellement envie de                 | 3:43             |                  |                  |                  |                  |                  |                  |                  |
| 6.               | À quel point je t'aime (avec Lorelei B) | 3:54             |                  |                  |                  |                  |                  |                  |                  |
| 7.               | J'aime ça                               | 2:52             |                  |                  |                  |                  |                  |                  |                  |
| 8.               | Explique-moi                            | 3:32             |                  |                  |                  |                  |                  |                  |                  |
| 9.               | Tu me manques                           | 3:23             |                  |                  |                  |                  |                  |                  |                  |
| 10.              | Bouge                                   | 2:50             |                  |                  |                  |                  |                  |                  |                  |
| 11.              | Mets les watts DJ                       | 3:13             |                  |                  |                  |                  |                  |                  |                  |
| 12.              | Cigathèque                              | 3:26             |                  |                  |                  |                  |                  |                  |                  |
| 13.              | Quand je crie à l'aide                  | 3:27             |                  |                  |                  |                  |                  |                  |                  |
| 14.              | Mon corps sur elle                      | 2:59             |                  |                  |                  |                  |                  |                  |                  |
| 15.              | Lendemain de soirée                     | 3:39             |                  |                  |                  |                  |                  |                  |                  |
| 16.              | S.E.X (avec Nawaach)                    | 3:17             |                  |                  |                  |                  |                  |                  |                  |
| 17.              | J'aime ça (Remix)                       | 3:19             |                  |                  |                  |                  |                  |                  |                  |
| 53:55            |                                         |                  |                  |                  |                  |                  |                  |                  |                  |

## Discographie dans les hit-parades
Albums
| Année | Album      | Meilleure position | Meilleure position | Label     | Certification     | Notes               |
| Année | Album      | Belgique Fr        | France             | Label     | Certification     | Notes               |
| ----- | ---------- | ------------------ | ------------------ | --------- | ----------------- | ------------------- |
| 2011  | Carpe Diem | —                  | 9                  | Universal | Disque de platine | crédité sous Keen'v |